# Сраоша

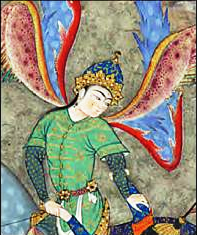
Картина Ангела Суруша в Шахнамі шахського Тахмасу

Сраоша (МФА: ['sroː.ʃa]) — авестійська назва зороастрийської язати «Совість» та «Дотримання», що також є буквальним значенням його імені.
У середньоперсидських коментарях 9—12 століть божество зображається як С(а)рош. Ця форма з'являється у багатьох варіантах і в новоперсидській, наприклад سروش, Соруш. На відміну від багатьох інших Язат (понять, які «гідні поклоніння»), Сраошу також часто називають «ангелом совісті» або «голосом совісті», що перекриває обидві його ролі «вчителя Даени», Даена — іпостась і «Совісті», і «Релігії», і охоронця / супутниці через міст Чінват.

## У Писаннях

### В одкровеннях Заратуштри
Сраоша вже засвідчений в Гатах, найдавніших текстах зороастризму, і, як вважають, його створив сам Заратуштра. У цих найдавніших текстах Сраоша звичайно асоціюється з Амешею Спентасом, шістьма «Щедрими Безсмертними», завдяки яким Ахура Мазда реалізував («створений Його / Її думкою») творінням.
У «Гатах» головна функція Сраоші — пропагувати совість та красу життя, по-друге, релігію Ахура-Мазди серед людства, як це дізнався сам Сраоша від Ахури-Мазди. Про це лише навскіс натякають у цих старих віршах, але лише належним чином розробляється в пізніших текстах (Ясна 57.24, Яшт 11.14 тощо). У «Гатах» безпосередньо видно опис як найсильнішого, найміцнішого, найактивнішого, найшвидшого та найдивовижнішого з молоді (Ясна 57.13) і як фігура, в якій бідні шукають підтримки (57.10).
У етичних цілях зороастризму («добрі думки, добрі слова, добрі справи»), висловлених у Ясні 33.14, Сраоша ототожнюється з добрими справами. Це змінюється в зороастрійській традиції (Денкард 3.13—14), де Сраоша ототожнюється з добрими словами. У книзі Ясна 33.5 поет говорить про Сраошу як про найбільшого з усіх (тих, хто приймає рішення) на останньому оновленні світу.
У 50.4-5 поет бачить шлях Сраоші (натяк на міст Чінват), оскільки в 43.46 Зороастру нагадують поспішати з поширенням послання Мазди перед смертю пророка (до того, як він зіткнеться зі Сраошею та Аші). У 44.16 році Сраоша і Воху Манах ("Совість"і «Добра думка»), як повідомляється, були представлені всьому людству.

### У молодшій Авесті
У нього є дві яшти, присвячені йому. Однією з них є Ясна 56—57, яка є частиною первинного зороастрійського акта обожнювання. Ясна 56—57 — це «прихована» яшта, оскільки ці вірші описують стосунки відданого зі Сраошею, але безпосередньо не звертаються до нього. Інший гімн божеству — Яшт 11, який є прямим закликом Сраоші та має його ім'я в назві. Яшт 11 — як і інші прямі яшти — також не є частиною літургії власне Авести. Яшт 11 зберігся у фрагменті Хадхохтського Наску, який сьогодні є частиною Хордех Авести, «маленької Авести».
У Ясні 56—57 Сраоша по-різному описується як могутній, втілене слово розуму, тілом якого є святе закляття (57.1). Сраоша «володіє Істиною»(ашаванем) і є «величним»(57,2, 57,5, 57,7, 57,9, 57,11, 57,15 тощо). Кажуть, він був першим у всьому творінні, який обожнював Ахуру Мазду та Амешу Спентасу (57,2 та 57,6). Він прочитав п'ять святих віршів, щоб прихилити великого секстета (57,8), а заклик до Ахуни Вайрі та інші священні формули є зброєю Сраоші (57,22). Він повернувся переможцем зі своїх битв зі злом (57.12), що дозволило різним аспектам творіння заселити світ (57.23). Сраоша блукає по світу, навчаючи релігії Мазда (57.24). Сраошу часто описують як «володаря ритуалу»(57,2, 57,5, 57,7, 57,9, 57,11 тощо), і він вмилостивляє хаому жертвами (57,19).
У Яшті 11 людство живе під постійною опікою Сраоші (11,7). Його не перебиває сон у постійному чуванні (11.14), коли він орудує зброєю проти друя (11.0). Сраоша навчає слова Ахура Мазди людство (11.14). Бідні звертаються до нього за підтримкою (11.3), і його вітають у всіх будинках, які він захищає (11.20).
В інших текстах Sraosha знову є захисником ритуалу, але тут священник отримує епітет Sraoshavarez (Yasht 24.15; Vendidad 5.25, 7.17 et al). У Вендідаді 18.22 Сраоша покликаний на допомогу проти демона-змії Азі-Дахаки, який загрожує загасити вогнище вогнища (пор. Атар).
Сраоша є головним противником Ешми, даеви гніву, бо Ешма відвертати від належного поклоніння, спотворюючи «намір і значення жертви за допомогою жорстокості проти худоби та насильства на війні та пияцтві». Хоча стандартним епітетом Ешми є xrvi.dru—"кривавої булави", стандартним епітетом Sraosha є darshi.dru—"сильної (аурійської) булави". Сраоша скине Ешму під час оновлення світу (Яшт 19,95).

## У зороастрійських традиціях
У зороастрийських традиціях Сраоша є одним із трьох охоронців мосту Чінват, «мосту суду», який повинні пройти всі душі померлих. Хоча Сраоша є лише однією з трьох божеств, які виносять вирок (інші дві Рашну та Мітра), Сраоша сам супроводжує душу під час їхньої подорожі через міст.
Як і інші двоє охоронців мосту, Сраоша тісно ототожнюється з Аші, «Відплатою». У Яшті 17.15 та 17.17 Сраошу називають «братом» Аші. Одним з основних епітетів Сраоші є ашія, що може означати або «супутник винагороди», або просто «супутник Аші».
У присвятах назви днів зороастрійського календаря сімнадцятий день місяця присвячений Сраоші.